# NGC 684
NGC 684 = IC 165 ist eine Edge-On-Spiralgalaxie vom Hubble-Typ Sb im Sternbild Dreieck am Nordsternhimmel, ungefähr halbes Grad nordöstlich der interagierenden Galaxien NGC 672 und IC 1727. Sie ist schätzungsweise 163 Millionen Lichtjahre von der Milchstraße entfernt und hat einen Durchmesser von etwa 150.000 Lichtjahren. 

Im selben Himmelsareal befinden sich u. a. die Galaxien NGC 670, NGC 672, IC 1727, IC 1731.
Das Objekt wurde am 26. Oktober 1786 vom deutsch-britischen Astronomen William Herschel entdeckt.

## NGC 684-Gruppe (LGG 32)
| Galaxie | Alternativname | Entfernung/Mio. Lj |
| ------- | -------------- | ------------------ |
| NGC 684 | PGC 6759       | 163                |
| NGC 670 | PGC 6570       | 171                |
| IC 1731 | PGC 6756       | 162                |